# QS世界大学ランキング
QS世界大学ランキング（キューエスせかいだいがくランキング、英語: QS World University Rankings）は、イギリスの大学評価機関のクアクアレリ・シモンズが毎年9月に公表している世界大学ランキング。

## 概要
以前は「タイムズ・ハイアー・エデュケーション＝QS世界大学ランキング」として知られており、タイムズ・ハイアー・エデュケーション（THE）誌と共同で2004年から2009年まで世界の大学ランキングを発表していたが、その後、どちらも独自の評価を発表し始めた。QSは既存の方法論を継続し、THEは新しい論を採用してランキングを作成した。
エルゼビアとの提携により、QSのランキングは現在、世界総合ランキングと科目別ランキング（48の異なる科目と5つの複合分野の研究）に加え、5つの独立した地域別ランキング（アジア、ラテンアメリカ、新興ヨーロッパと中央アジア、アラブ地域、BRICS）で構成されている。
国際ランキング専門家グループ（International Ranking Expert Group）の承認を受けた唯一の国際ランキングであるQSランキングは、世界大学学術ランキング、THE世界大学ランキングと並び、世界で最も広く読まれている世界大学ランキングの3つの内の1つとされている。アレクサ・インターネットによると、世界で最も閲覧されている大学ランキングとなっている。しかし、主観的な指標や評判調査に過度に依存しており、長年にわたって変動する傾向があると批判されてきた。また、QSランキングの結果を生成するために使用されるデータの世界的な一貫性と完全性についても懸念がある。
| 機関                                | 2013 | 2014 | 2015 | 2016 | 2017 | 2018 | 2019 | 2020 | 2021 | 2022 | 2023 |
| ----------------------------------- | ---- | ---- | ---- | ---- | ---- | ---- | ---- | ---- | ---- | ---- | ---- |
| マサチューセッツ 工科大学           | 1    | 1    | 1    | 1    | 1    | 1    | 1    | 1    | 1    | 1    | 1    |
| ケンブリッジ大学                    | 2    | 3    | =2   | =3   | 4    | 5    | 6    | 7    | 7    | =3   | 2    |
| スタンフォード大学                  | 15   | 7    | 7    | =3   | 2    | 2    | 2    | 2    | 2    | =3   | 3    |
| オックスフォード大学                | 5    | 6    | 5    | 6    | 6    | 6    | 5    | 4    | 5    | 2    | 4    |
| ハーバード大学                      | 3    | 2    | 4    | 2    | 3    | 3    | 3    | 3    | 3    | 5    | 5    |
| カリフォルニア工科大学              | 10   | 10   | 8    | 5    | 5    | 4    | 4    | 5    | 4    | 6    | =6   |
| インペリアル カレッジ・ロンドン     | 6    | 5    | =2   | 8    | 9    | 8    | 8    | 9    | 8    | 7    | =6   |
| ユニヴァーシティ カレッジ・ロンドン | 4    | 4    | 5    | 7    | 7    | 7    | 10   | 8    | 10   | =8   | 8    |
| チューリッヒ工科大学                | 13   | 12   | 12   | 9    | 8    | 10   | 7    | 6    | 6    | =8   | 9    |
| シカゴ大学                          | 8    | 9    | 11   | 10   | 10   | 9    | 9    | 10   | 9    | 10   | 10   |

| 機関         | 2013 | 2014 | 2015 | 2016 | 2017 | 2018 | 2019 | 2020 | 2021 | 2022 | 2023 |
| ------------ | ---- | ---- | ---- | ---- | ---- | ---- | ---- | ---- | ---- | ---- | ---- |
| 東京大学     | 30   | 32   | 31   | 39   | 34   | =28  | 23   | =22  | 24   | =23  | 23   |
| 京都大学     | 35   | 35   | 36   | 38   | 37   | =36  | 35   | =33  | 38   | 33   | 36   |
| 東京工業大学 | 65   | 66   | 68   | 56   | 56   | 56   | 58   | =58  | 56   | 56   | 55   |
| 大阪大学     | 50   | 55   | 55   | 58   | 63   | 63   | 67   | 71   | =72  | =75  | 68   |
| 東北大学     | 75   | 75   | 71   | 74   | 75   | =76  | 77   | 82   | 79   | =82  | 79   |
| 名古屋大学   | 86   | 99   | 103  | 120  | 115  | =116 | 111  | 115  | =110 | 118  | =112 |
| 九州大学     | 128  | 133  | 126  | 142  | 135  | 128  | =126 | =132 | =124 | 137  | 135  |
| 北海道大学   | 138  | 144  | 135  | 139  | 130  | =122 | =128 | =132 | =139 | 145  | =141 |
| 慶應義塾大学 | 200  | 193  | 197  | 219  | 216  | =192 | =208 | =200 | =191 | =201 | =197 |
| 早稲田大学   | 198  | 220  | 220  | 212  | 201  | 203  | 198  | 196  | =189 | =203 | =205 |

## 沿革
2003年12月、イギリスの財務省である大蔵省のためにリチャード・ランバートがイギリスの大学と産業界の連携に関するレビューを行った際に、大学の国際的なランキングの必要性が強調された。その提言の中には、世界大学ランキングが含まれており、ランバートは、自国の大学の世界的な地位を測るのに役立つだろうと述べている。
ランキングの提案は、ベン・ウィルダフスキー著書の『The Great Brain Race: How Global Universities are Reshaping the World（グレート・ブレイン・レース：世界の大学が世界をどのように再形成しているか）』の中で、当時タイムズ・ハイアー・エデュケーション（THE）の編集者であったジョン・オリアリーに託された。THEは、教育・キャリアアドバイス会社であるクアクアレリ・シモンズ（QS）と提携し、元副編集長で後にTHEの契約社員となったマーティン・インセをプロジェクト管理に任命した。
2004年から2009年にかけて、QSはTHEと提携してランキングを作成していた。2009年、THEはトムソン・ロイターとの提携により、独自のランキングであるTHE世界大学ランキングを作成することを発表した。THEは、独自のランキングの評価論の弱点と、既存の評価論が文系よりも理系に偏っていることが、QSとの分離を決定した主な理由の2つとして挙げている。
QSは、大学の資金力ではなく教育に関する評価に焦点をおいており、その方法論に基づいてランキングを作成し続けており、現在はQS世界大学ランキングと呼ばれている。

## 世界ランキング

### 総合

#### 方法論
| 指標           | 割合 | 詳細                                 |
| -------------- | ---- | ------------------------------------ |
| 学術査読       | 40%  | 社内グローバル学術調査に基づく       |
| 教員・学生比率 | 20%  | 教育の取り組みの測定                 |
| 論文被引用数   | 20%  | 研究インパクトの測定                 |
| 雇用者の評判   | 10%  | 新卒採用者へのアンケート調査に基づく |
| 留学生比率     | 5%   | 学生コミュニティの多様性の測定       |
| 外国人教員比率 | 5%   | 教員の多様性の測定                   |

QSは、ランキング結果を世界のメディアで発表しており、イギリスのガーディアン、大韓民国の朝鮮日報など、多くのメディアと提携している。QSがタイムズ・ハイアー・エデュケーション（THE）から独立し、一貫した独自の方法論を用いて作成した第1回目のランキングは2010年9月8日に発表され、第2回目は2011年9月6日に発表された。
QSは、大学の使命である教育・研究・雇用機会の育成・国際化の側面に沿って、大学のパフォーマンスを評価することを目的としたランキングを作成した。

#### 学術査読
学術査読では、購入したメーリングリストと応募・提案を組み合わせ、世界の現役学者にそれぞれの専門分野の上位大学を尋ねたものである。QSは、参加者の職種と地理的分布を公表している。
2017年度のランキングでは、140カ国以上の75,015名からの回答を学術的評価指標に使用しており、同一人物からの最新の情報がない場合は、過去5年間の投票を巻き返したものも含まれている。参加者は最大30校の大学を推薦することができるが、自分の大学に投票することはできない。回答者は中央値で約20校の大学を推薦する傾向があり、この調査には50万件以上のデータポイントが含まれていることになる。平均的な回答者は20.4年の学歴を持っており、回答者の81％が10年以上の学歴を持っている。
このランキングが初めて発表された2004年には、大学の評価の半分を学術査読が占めていたが、2005年にはその割合が減少した。2005年には、雇用者評判調査が導入されたため、その割合は40％にまで低下した。

#### 教員・学生比率
この指標は、ランキングにおける大学の評価の20％を占めている。様々なランキングシステムで教育の取り組みの代理として使用されている古典的な指標であるが、QSは満足度が低いことを認めている。

#### 論文被引用数
公表された研究の引用は、国内および世界の大学ランキングで最も広く利用されている指標のひとつである。QSは 2004年から2007年までトムソン（現トムソン・ロイター）の被引用データを使用していたが、それ以降はエルゼビアの一部であるScopusのデータを使用している。5年間の被引用数の合計を大学の教員数で割ったものが評価となり、大学の評価の20％を占める。
QSは、他のシステムで好まれている論文ごとの被引用数ではなく、この方法を採用していると説明しているが、その理由は、生物医科学が全体像に与える影響を軽減するためである。その代わりに、QSは各機関の研究活動を行っている教員の密度を測定しようとしているが、芸術や人文科学分野の被引用数が比較的少ないという事実については、まだ問題が残っている。
しかし2015年以降、QSはこれまで自然科学や医学に特化した機関が受けていた優位性を排除するために、方法論の強化を行っている。この強化は「学部分野の正規化」と呼ばれ、QSの5つの主要学部分野の各機関の被引用数は、最終的な被引用数評価の20%を占めるように加重されている。
QSは、前年度のランキングにおいて、学部ごとの引用数に関するデータ収集の誤りがあったことを認めている。
Scopusのデータベースとトムソン・ロイターのデータベースには違いがある。世界の主要な大学では、この2つのシステムは多かれ少なかれ同じ出版物と引用数を収録している。それほど主流ではない大学では、Scopusのデータベースには英語以外の言語や小部数の学術雑誌が多く収録されている。しかし、掲載されている論文の被引用数が少ないため、掲載されている大学にとっては、論文あたりの被引用数が少なくなる可能性がある。この分野は、英語を母国語としない大学を弱体化させると批判されてきた。英語は最も国際化された言語であるため、引用の際にも最も多く使われている。

#### 雇用者の評判
雇用者の評判は、世界規模または国家規模で卒業生を採用する採用担当者をサンプルすることを除いて、学術査読と同様の方法で得られる。2016年のランキングでは130カ国以上から40,455件の回答が寄せられているが、比率は少なく、大学の総合評価の10％を算出する。この調査は、雇用者が卒業生の質を把握しているという信念のもと、2005年にと導入されたもので、教育の質の指標としているが、測定するのが困難であるとされている。

#### 国際性
大学の総合評価の残りの10％は、大学の国際性を評価するための指標から導き出される。これは、大学がグローバル化に力を入れているかどうかを示すものであると同時に、世界中の学生や研究者がその大学に入学したいと思うほど真剣に考えているかどうかを示すものでもある。

#### 評判
2015年9月には、ガーディアン紙とデイリー・メール紙の両方がQS世界大学ランキングを「最も権威のあるランキング」と評した。
イギリスおよびアジア太平洋の数々の大学がこのランキングを肯定的に評価している。ニュージーランドのマッセー大学の副学長であるジュディス・キニア教授は、THE-QSのランキングは「研究、研究訓練、教育、雇用の質など、数々の大学の特徴を外部から認められた素晴らしいものだ」と述べている。また、このランキングは、大学が国際的に高く評価されているかどうかの真の尺度であると述べている。「タイムズ・ハイアー・エデュケーションのTHE世界大学ランキングは、ニュージーランドの業績ベース研究資金（PBRF）や上海の世界大学学術ランキングよりも、より洗練、堅牢で丸みを帯びた、国際・国内的なランキングの指標となる」と述べている。2012年9月、イギリスのインデペンデント紙は、QS世界大学ランキングを「最も信頼されている国際的な表として高等教育界全体で広く認知されている」と評している。
RMIT大学の企画研究主任顧問であり、QS諮問委員会の一員でもあるエンジェル・カルデロンは、QSラテンアメリカ大学ランキングについて「地域における大学の相対的な地位を確認するための毎年の国際的なベンチマークとなっている」と述べ、肯定的に評価している。さらに同氏は、2016年度のランキングは安定性が向上したことを示したと述べている。

#### 批判
一部では、調査データの使用や誤用について懸念を表明している。しかし、ランキングの作成を担当しているQSのインテリジェンス・ユニットは、調査に使用されたサンプル数の広さから、「調査データを操作することはほぼ不可能であり、教育機関が『ゲーム』することは非常に困難」であると述べている。また、「2013年の成績には62,000人以上の回答者が貢献しており、2010年の4 倍以上になっている」とも述べている。独立した学術レビューでは、これらの結果は99％以上の信頼性があることが確認されている」としている。さらに、2013年以降、QSの学術評判調査の回答者数は再び増加している。この調査は現在、約75,000件の学術査読を利用しており、「現在までに、この[グローバルな学術コミュニティ]の感情を集約した世界最大のものとなっている」とされている。
QS世界大学ランキングは、総合評価の40％を占める学術査読を重視しすぎていると批判されている。一部では、査読がどのように行われてきたかについて懸念を表明している。オークランド大学のピーター・ウィルズはレポートで、THE-QS世界大学ランキングについて以下のように書いている。
しかし、この調査では大学職員にアピールしてランキングを設定していること、さらには、参加に経済的な 誘因を提供していることにも注意が必要である（付録 II 参照）。教員は、自分の大学を他の大学よりも高く評価することが最大の関心事であると感じている可能性が高い。このことは、調査結果や見かけ上の順位の変更は非常に疑問であり、高い順位はいかなる場合でも本質的な価値を持たないことを意味している。このようなPR大会の結果によって大学を評価することには、私たちは猛烈に反対している。
学術関係者は以前、引用データベースの利用を批判し、社会科学に優れた機関を過小評価していると主張していた。経済社会研究評議会（Economic and Social Research Council）の元最高責任者であり、現在はアバディーン大学の副学長でTHE編集委員会の一員でもあるイアン・ダイアモンドは、2007年にTHEに次のように書いている。
引用データベースの使用は、自然科学ほど社会科学（または芸術・人文科学）を広くカバーしていないため、影響を与えなければなりません。したがって、ロンドン・スクール・オブ・エコノミクス（LSE）が低い位置にあるのは、主にその引用評価に起因するものであり、優れた機関の成果ではなく、データベースと、LSEが大規模な自然科学ベースのような釣り合いを持っていないという事実の結果である。
しかし、2015年にQSが導入した学部分野の正規化により、大学ランキングは特定の科目の専門性に基づき、いかなる機関にも不当な優位性や不利益を与えることがなくなった。これに対応し、ロンドン・スクール・オブ・エコノミクスは、2014年の世界第71位から2015年には第35位、2016年には37位に上昇した。
2009年にタイムズ・ハイアー・エデュケーションから分割されて以来、QSがランキングに使用している方法論については、複数の専門家から更なる懸念が提起されている。
2010年10月には、フレッド・L・ブックスタイン、ホルスト・セイドラー、マーティン・フィーダー、ゲオルク・ウィンクラーらが雑誌『サイエントメトリクス』でQSの手法の信頼性の低さを批判した。
タイムズ・ハイアー・エデュケーション・サーベイ（THES）のデータを基にした総合評価、報告されている職員数と学生数の比率、および査読のいくつかの個別指標は、年によって許容できないほどの高い変動を示している。「上位200位の大学」の大多数を評価するための概要集計が不適切であることは、他の批判の根拠とは無関係に、このような統計的不安定性を理由にして、純粋に明らかである。各指標の変化率には、大学経営の参考にするにはあまりにも多くの異常性がある。
ニュー・ステイツマン紙に掲載された「QS世界大学ランキングは古臭い」と題した記事の中で、労働経済学の第一人者であるデビッド・ブランシュフラワーは「このランキングは完全にゴミであり、誰も信用してはいけない。この結果は、研究の質を過小評価して、ふざけたものに重きを置く、全く欠陥のある方法論に基づいている（中略）QSは欠陥のある指標であり、無視されるべきである」と述べた。
しかし、ランキング諮問委員会の委員長であるマーティン・インセは、2007年以降、Zスコアの計算方法が導入されたことで変動率が低下し、時間の経過とともにQSのデータ収集の質が向上して異常性が減少したと指摘している。また、学術レビューや雇用者レビューは、中堅ランクの大学でも統計的に有効な数の票を受け取ることができるほど大きなものになっている。QSは、回答者が誰なのか、どこにいるのか、また学術者と雇用者がそれぞれ所属する科目や業界について、膨大なデータを公開している。
ブライアン・ライターは、QSの科目別ランキングは信頼性に欠けるものであると否定している。質が高く、ブラックウェルのランキングで上位にランクされている科目（ピッツバーグ大学など）は、全く明確ではない理由でQSのランキングでは劣っているとも指摘している。しかし、ピッツバーグ大学は2016年のQS世界大学ランキング（科目別）で「哲学」の分野で世界第1位と評価されており、一方でライターが異様に低いランク付けを受けていると主張していたもう1つの大学であるラトガース大学は、同じランキングで世界第3位と評価されている。QSの各指標の評価は、関連するランキングページで確認することができ、ある大学が最終順位に終わった理由を調べたい場合は、全体の順位に貢献したスコアを閲覧することができる。
「The Globalisation of College and University Rankings（大学ランキングのグローバル化）」と題された記事で、ボストンカレッジの高等教育学教授であり、THE編集委員会の一員でもあるフィリップ・アルトバッハは「QS世界大学ランキングは最も問題のあるものだ。当初から、分析の半分を評判指標に頼ってきた（中略）それが、長年にわたるQSのランキングの大きなばらつきの原因となっているのだろう。さらに、QSは雇用者に問い合わせをしているため、さらに変動性と信頼性が低くなっている。QS のランキングを高等教育機関のコミュニティが真摯に受け止めるべきかどうかは疑問である」と批判した。
メルボルン大学の高等教育学教授でTHE編集委員会の一員でもあるサイモン・マーギンソンは、2012年6月10日付の『ユニバーシティ・ワールド・ニュース』の記事「Improving Latin American universities' global ranking（ラテンアメリカの大学の世界ランキングを改善する）」で、「社会科学として有効なデータを提供するための方法論が十分に頑健ではないので、QSランキングについては議論しない」と述べた。QSのインテリジェンス・ユニットは、「独立した学術レビューにより、これらの結果は 99％以上の信頼性があることが確認されている」と述べることで、これらの批判に対抗している。

### 若い大学ランキング
QS はまた、設立から50年未満の大学をランク付けする「 QS創立50年未満大学ランキング（QS Top 50 under 50 Ranking）」を毎年発表している。これらの大学は、前年の総合表での順位に基づいて判断される。2015年からQS創立50年未満大学ランキングは、創設50年未満の世界の上位100位の機関を含むように拡大され、2017年には再び世界の上位150校を含むように拡大された。2017年には、4年連続でシンガポールの南洋理工大学が上位に立った。アジア太平洋地域の大学が上位6位までを占めている。

### 学部・科目
QSは、人文科学、工学・技術、生命科学・医学、自然科学、社会科学・経営学の5学部で構成された大学を学問分野別にランク付けしている。その方法論は、専門家である学識経験者や世界の雇用者を対象に調査を行い、エルゼビアのScopusデータベースから入手したデータを用いて研究成果を測定している。2018年のQS世界大学ランキング（科目別）では、48の異なる科目を研究する世界の大学が名を連ねている。最新版で新たに古典・古代史、蔵書・情報管理が追加された。
2020年では、マサチューセッツ工科大学が12科目で世界第1位となっている。長年のランキングのライバルであるハーバード大学は11科目で世界第1位である。
| 人文科学           | 工学・技術                     | 生命科学・医学 | 自然科学       | 社会科学                       |
| ------------------ | ------------------------------ | -------------- | -------------- | ------------------------------ |
| 考古学             | 化学工学                       | 農林業         | 化学           | 会計・財務                     |
| 建築・建築環境     | 土木・構造工学                 | 生物科学       | 地球海洋科学   | 人類学                         |
| アート・デザイン   | コンピュータ化学＆情報システム | 歯科           | 環境科学       | ビジネス・経営学               |
| 古典・古代史       | 電気電子工学                   | 医学           | 地理           | コミュニケーション・メディア学 |
| 英語・文学         | 機械・航空・製造工学           | 看護           | 材料科学       | 開発学                         |
| 史学               | 鉱物・鉱業工学                 | 薬学・薬理学   | 数学           | 経済学・計量経済学             |
| 言語学             | 地形工学                       | 心理学         | 物理学・天文学 | 教育・研修                     |
| 近代言語           |                                | 解剖生理学     |                | ホスピタリティ＆レジャー管理   |
| 舞台芸術           |                                | 獣医学         |                | 法学                           |
| 哲学               |                                |                |                | 蔵書・情報管理                 |
| 神学・神学・宗教学 |                                |                |                | 政治・国際研究                 |
|                    |                                |                |                | 社会政策・行政                 |
|                    |                                |                |                | 社会学                         |
|                    |                                |                |                | スポーツ関連科目               |
|                    |                                |                |                | 統計・運用研究                 |

## 地域別ランキング・その他

### QS世界大学就職ランキング
2015年、就職希望者または現在の大学が提供する就職の見通しについての比較データを求める学生の需要に応えるため、QSは世界大学就職ランキングを開始した。2017年度に発表された最新版では、世界の大学500校を評価している。スタンフォード大学が主導しており、上位10位にはアメリカ合衆国の大学5校がランクインしている。独自の方法論は5つの指標で構成されており、他のランキングにはない3つの指標を採用している。
| 機関                             | 2016 | 2017 | 2018 | 2019 | 2020 |
| -------------------------------- | ---- | ---- | ---- | ---- | ---- |
| マサチューセッツ工科大学         | 2    | 2    | 5    | 1    | 1    |
| スタンフォード大学               | 1    | 1    | 1    | 2    | 2    |
| カリフォルニア大学ロサンゼルス校 | 12   | 15   | 2    | 2    | 3    |
| シドニー大学                     | 14   | 4    | 4    | 5    | 4    |
| ハーバード大学                   | 3    | n/a  | 3    | 4    | 5    |
| 清華大学                         | 9    | 3    | 10   | 9    | 6    |
| メルボルン大学                   | n/a  | 11   | 7    | 6    | 7    |
| ケンブリッジ大学                 | 4    | 5    | 6    | 7    | 8    |
| 香港大学                         | n/a  | 18   | 20   | 13   | 9    |
| オックスフォード大学             | 6    | 8    | 8    | 10   | 10   |
| ニューヨーク大学                 | 23   | 38   | 11   | 11   | 11   |
| コーネル大学                     | 11   | 13   | 18   | 21   | 12   |
| イェール大学                     | 5    | n/a  | 18   | 14   | 13   |
| シカゴ大学                       | 21   | 17   | 21   | 22   | 14   |
| プリンストン大学                 | 7    | 10   | 13   | 15   | 15   |
| トロント大学                     | n/a  | 19   | 15   | 12   | 16   |
| チューリッヒ大学                 | 17   | 16   | 16   | 15   | 17   |
| 北京大学                         | 15   | 11   | 15   | 20   | 18   |
| エコール・ポリテクニーク         | 10   | 6    | 28   | 30   | 19   |
| ペンシルベニア大学               | 13   | 23   | 22   | 24   | 20   |

| 機関         | 2017    | 2018    | 2019    | 2020    |
| ------------ | ------- | ------- | ------- | ------- |
| 東京大学     | 29      | 14      | 19      | 23      |
| 早稲田大学   | 26      | 26      | 27      | 34      |
| 慶應義塾大学 | 61-70   | 45      | 46      | 50      |
| 京都大学     | n/a     | 53      | 51      | 53      |
| 東京工業大学 | 48      | 57      | 65      | 65      |
| 大阪大学     | 51-60   | 76      | 70      | 73      |
| 名古屋大学   | 51-60   | 90      | 95      | 98      |
| 北海道大学   | 101-150 | 111-120 | 121-130 | 121-130 |
| 九州大学     | 101-150 | 141-150 | 141-150 | 131-140 |
| 東京理科大学 | n/a     | 161-170 | 161-170 | 141-150 |
| 一橋大学     | 101-150 | 151-160 | 141-150 | 151-160 |
| 筑波大学     | 101-150 | 151-160 | 171-180 | 181-190 |
| 広島大学     | 151-160 | 201-250 | 201-250 | 251-300 |
| 金沢大学     | 151-160 | 251-300 | 251-300 | 251-300 |
| 立命館大学   | 151-200 | 301-500 | 251-300 | 301-500 |
| 千葉大学     | 151-160 | 301-500 | 301-500 | 301-500 |
| 神戸大学     | n/a     | 251-300 | 301-500 | 301-500 |
| 大阪府立大学 | 151-200 | 301-500 | 301-500 | 301-500 |
| 東海大学     | n/a     | 301-500 | 301-500 | 301-500 |
| 東京農工大学 | n/a     | n/a     | 301-500 | 301-500 |
| 横浜国立大学 | 151-200 | 301-500 | 301-500 | 301-500 |

### アラブ地域
2014年に初めて発表されたQSアラブ地域大学ランキングは、アラビ地域の大学130校に焦点を当てている。このランキングの方法論は、以下の10の指標に基づき、教育機関の具体的な課題や優先事項を反映させることを目的として開発された。
| 機関                             | 2015 | 2016 | 2018 | 2019 | 2020 | 2021 |
| -------------------------------- | ---- | ---- | ---- | ---- | ---- | ---- |
| キング・アブドゥルアズィーズ大学 | 4    | 4    | 4    | 3    | 1    | 1    |
| ベイルート・アメリカン大学       | 2    | 2    | 1    | 2    | 2    | 2    |
| カタール大学                     | 11   | 9    | 7    | 6    | 4    | 3    |
| キング・ファハド石油・鉱物大学   | 1    | 1    | 2    | 1    | 3    | 4    |
| アラブ首長国連邦                 | 6    | 6    | 5    | 5    | 5    | 5    |
| キングサウード大学               | 3    | 3    | 3    | 4    | 6    | 6    |
| シャルジャ・アメリカン大学       | 7    | 7    | 8    | 7    | 7    | 7    |
| スルタン・カブース大学           | 16   | 11   | 10   | 10   | 8    | 8    |
| カリファ大学                     | 17   | 25   | 21   | 15   | 12   | 9    |
| ヨルダン大学                     | 8    | 8    | 9    | 9    | 10   | 10   |
| カイロ・アメリカン大学           | 5    | 5    | 6    | 8    | 9    | 11   |
| カイロ大学                       | 9    | 10   | 11   | 11   | 11   | 12   |
| ヨルダン科学技術大学             | 10   | 13   | 14   | 14   | 13   | 13   |
| レバノン・アメリカン大学         | 14   | 15   | 16   | 16   | 15   | 14   |
| アイン・シャムス大学             | 13   | 12   | 17   | 13   | 14   | 15   |
| シャルジャ大学                   | 21   | 19   | 21   | 18   | 17   | 16   |
| ウンムアルクラ大学               | 14   | 18   | 18   | 21   | 22   | 17   |
| アレクサンドリア大学             | 12   | 14   | 15   | 12   | 16   | 18   |
| セント・ジョゼフ大学             | 20   | 17   | 12   | 20   | 18   | 19   |
| ザイード大学                     | 22   | 20   | 20   | 22   | 20   | 20   |

### アジア
大韓民国の朝鮮日報と提携し、アジアの大学を独自にランキングするQSアジア大学ランキングを2009年に開始した。2017年度に発表された第9回目は、アジアの大学350校をランキングし、シンガポールの南洋理工大学を筆頭にしている。
これらのランキングは、世界ランキングと数々の同じ基準を使用しているが、重み付けが変更され、新たな基準が追加されている。また、交換留学生の受入・出国の基準も追加されている。このため、同一年度に発表されたQS世界大学ランキングとQSアジア大学ランキングでは、アジアの教育機関の成績が異なる。
| 機関                 | '09 | '10 | '11 | '12 | '13 | '14 | '15 | '16 | '17 | '18 | '19 | '20 | '21 |
| -------------------- | --- | --- | --- | --- | --- | --- | --- | --- | --- | --- | --- | --- | --- |
| シンガポール国立大学 | 10  | 3   | 3   | 2   | 2   | 1   | 1   | 1   | 1   | 2   | 1   | 1   | 1   |
| 清華大学             | 15  | 16  | 16  | 15  | 14  | 14  | 11  | 5   | 5   | 6   | 3   | 4   | 2   |
| 南洋理工大学         | 14  | 18  | 17  | 17  | 10  | 7   | 4   | 3   | 3   | 1   | 3   | 2   | 3   |
| 香港大学             | 1   | 1   | 2   | 3   | 2   | 3   | 2   | 2   | 2   | 5   | 2   | 3   | 4   |
| 浙江大学             | 32  | 32  | 27  | 25  | 28  | 31  | 8   | 10  | 24  | 21  | 13  | 6   | 5   |
| 復旦大学             | 26  | 24  | 21  | 19  | 23  | 22  | 16  | 11  | 11  | 7   | 6   | 7   | 6   |
| 北京大学             | 10  | 12  | 13  | 6   | 5   | 8   | 7   | 9   | 9   | 9   | 5   | 5   | 7   |
| 香港科技大学         | 4   | 2   | 1   | 1   | 1   | 5   | 5   | 4   | 4   | 3   | 7   | 8   | 8   |
| マラヤ大学           | 39  | 42  | 39  | 35  | 33  | 32  | 29  | 27  | 27  | 24  | 19  | 14  | 9   |
| 上海交通大学         | 29  | 34  | 33  | 29  | 27  | 28  | 24  | 22  | 22  | 22  | 19  | 17  | 10  |
| 高麗大学校           | 33  | 29  | 26  | 21  | 19  | 18  | 19  | 16  | 16  | 16  | 12  | 12  | 11  |
| KAIST                | 7   | 13  | 11  | 7   | 6   | 2   | 3   | 6   | 6   | 4   | 8   | 9   | 12  |
| 香港中文大学         | 2   | 4   | 5   | 5   | 7   | 6   | 6   | 8   | 8   | 10  | 9   | 10  | 13  |
| ソウル大学校         | 8   | 6   | 6   | 4   | 4   | 4   | 8   | 10  | 10  | 11  | 10  | 11  | 14  |
| 東京大学             | 3   | 5   | 4   | 8   | 9   | 10  | 12  | 13  | 13  | 13  | 11  | 13  | 15  |
| 成均館大学校         | 44  | 43  | 27  | 24  | 21  | 17  | 17  | 19  | 19  | 18  | 15  | 16  | 16  |
| 京都大学             | 5   | 8   | 7   | 10  | 10  | 12  | 14  | 15  | 15  | 17  | 14  | 15  | 17  |
| 香港城市大学         | 18  | 15  | 15  | 12  | 12  | 11  | 9   | 7   | 7   | 8   | 21  | 19  | 18  |
| 国立台湾大学         | 22  | 21  | 21  | 20  | 22  | 21  | 22  | 21  | 21  | 25  | 22  | 20  | 19  |
| 東京工業大学         | 9   | 11  | 9   | 13  | 13  | 15  | 15  | 14  | 14  | 14  | 18  | 17  | 20  |

### 新興欧州・中央アジア
QS新興欧州・中央アジア大学ランキングは2015年に初版が発行され、主に東ヨーロッパと中央アジアの大学350校をランキングしたもので、ロシアのモスクワ大学が初版発行以来の首位を獲得している。
| 機関                                 | 2015 | 2016 | 2018 | 2019 | 2020 |
| ------------------------------------ | ---- | ---- | ---- | ---- | ---- |
| モスクワ大学                         | 1    | 1    | 1    | 1    | 1    |
| サンクトペテルブルク大学             | 5    | 3    | 4    | 3    | 2    |
| ノヴォシビルスク大学                 | 2    | 2    | 2    | 2    | 3    |
| タルトゥ大学                         | 4    | 5    | 3    | 5    | 4    |
| プラハ・カレル大学                   | 3    | 4    | 5    | 3    | 5    |
| ヤギェウォ大学                       | 7    | 7    | 14   | 7    | 6    |
| ワルシャワ大学                       | 6    | 6    | 6    | 6    | 7    |
| トムスク大学                         | 27   | 20   | 11   | 13   | 8    |
| チェコ工科大学                       | 8    | 7    | 8    | 9    | 9    |
| マサリク大学                         | 9    | 10   | 17   | 11   | 10   |
| コチ大学                             | 15   | 16   | 14   | 12   | 11   |
| モスクワ物理工科大学                 | 10   | 17   | 13   | 16   | 11   |
| 中東工科大学                         | 11   | 14   | 9    | 8    | 13   |
| ワルシャワ工科大学                   | 24   | 18   | 19   | 15   | 14   |
| ボアズィチ大学                       | 17   | 9    | 7    | 10   | 15   |
| ビルケント大学                       | 11   | 12   | 12   | 14   | 16   |
| ロシア国立研究大学経済高等学院       | 31   | 35   | 25   | 23   | 17   |
| アリ＝ファラビ・カザフスキー国立大学 | 21   | 11   | 10   | 19   | 18   |
| ヴィリニュス大学                     | 19   | 21   | 18   | 17   | 18   |
| イスタンブール工科大学               | 30   | 23   | 26   | 21   | 20   |

### ラテンアメリカ
QSラテンアメリカ大学ランキングは、2011年に開始された。このランキングでは、学術見解（30％）、雇用者見解（20％）、教員一人当たりの出版物、論文引用数、博士号を持つ教員、教員と学生の比率、ウェブ上での知名度（各10％）を指標としている。
QS世界大学ランキングの2020年では、チリのチリ・カトリック大学は、3年連続で地域最高の大学としての地位を維持した。
| Institution                      | 2013 | 2014 | 2015 | 2016 | 2018 | 2019 | 2020 |
| -------------------------------- | ---- | ---- | ---- | ---- | ---- | ---- | ---- |
| チリ・カトリック大学             | 2    | 1    | 3    | 3    | 1    | 1    | 1    |
| サンパウロ大学                   | 1    | 2    | 1    | 1    | 3    | 2    | 2    |
| モンテレイ工科大学               | 7    | 7    | 9    | 7    | 5    | 6    | 3    |
| ロス・アンデス大学               | 4    | 5    | 7    | 8    | 8    | 5    | 4    |
| カンピーナス州立大学             | 3    | 3    | 2    | 2    | 2    | 3    | 5    |
| メキシコ国立自治大学             | 6    | 8    | 6    | 4    | 4    | 4    | 6    |
| チリ大学                         | 5    | 6    | 4    | 6    | 6    | 7    | 7    |
| ブエノスアイレス大学             | 12   | 19   | 15   | 11   | 9    | 8    | 8    |
| リオデジャネイロ連邦大学         | 8    | 4    | 5    | 5    | 7    | 9    | 9    |
| コロンビア国立大学               | 9    | 14   | 13   | 10   | 11   | 10   | 10   |
| パウリスタ州立大学               | 11   | 9    | 8    | 12   | 10   | 11   | 11   |
| コンセプシオン大学               | 15   | 12   | 17   | 13   | 15   | 14   | 12   |
| サンティアゴ・デ・チレ大学       | 13   | 16   | 16   | 17   | 16   | 13   | 13   |
| アンティオキア大学               | 32   | 23   | 27   | 22   | 17   | 15   | 14   |
| リオデジャネイロ・カトリック大学 | 18   | 13   | 14   | 15   | 13   | 12   | 15   |
| ハベリアナ大学                   | 20   | 31   | 27   | 28   | 20   | 17   | 16   |
| ミナス・ジェライス連邦大学       | 10   | 10   | 11   | 14   | 11   | 15   | 17   |
| ペルー・カトリカ大学             | 23   | 30   | 19   | 21   | 25   | 21   | 18   |
| コスタリカ大学                   | 26   | 23   | 21   | 18   | 19   | 19   | 19   |
| リオグランデ・ド・スル大学       | 14   | 10   | 12   | 16   | 14   | 18   | 20   |

### アフリカ
国際連合教育科学文化機関（ユネスコ）によると、アフリカの大学数は2000年から2010年にかけて115％増加し、入学者数は230万人から520万人へと2倍以上に増加したという。しかし、2016年の世界大学ランキングを審査する上で、世界の上位100位に入ったのは南アフリカ共和国のケープタウン大学の1校だけだった。

### BRICS
このランキングでは、BRICS諸国の高等教育機関上位100位を選出するために8つの指標を採用している。香港、マカオ、台湾の教育機関はここではランクインしていない。
| 機関                       | 2013 | 2014 | 2015 | 2016 | 2018 | 2019 |
| -------------------------- | ---- | ---- | ---- | ---- | ---- | ---- |
| 清華大学                   | 1    | 1    | 1    | 1    | 1    | 1    |
| 北京大学                   | 2    | 2    | 2    | 2    | 2    | 2    |
| 復旦大学                   | 4    | 5    | 3    | 3    | 3    | 3    |
| 中国科学技術大学           | 6    | 4    | 6    | 4    | 4    | 4    |
| 浙江大学                   | 9    | 11   | 11   | 9    | 6    | 5    |
| モスクワ大学               | 3    | 3    | 4    | 7    | 5    | 6    |
| 上海交通大学               | 6    | 8    | 6    | 5    | 7    | 7    |
| インド工科大学ボンベイ校   | 15   | 15   | 16   | 13   | 9    | 8    |
| 南京大学                   | 5    | 6    | 8    | 8    | 8    | 9    |
| インド工科大学バンガロール | 15   | 15   | 5    | 6    | 10   | 10   |
| サンクトペテルブルク大学   | 14   | 12   | 15   | 20   | 13   | 11   |
| ノヴォシビルスク大学       | 22   | 18   | 19   | 20   | 11   | 12   |
| 中山大学                   | 20   | 21   | 21   | 23   | 16   | 13   |
| サンパウロ大学             | 8    | 7    | 9    | 10   | 13   | 14   |
| 武漢大学                   | 26   | 33   | 17   | 16   | 15   | 15   |
| カンピーナス州立大学       | 10   | 9    | 12   | 12   | 12   | 16   |
| インド工科大学マドラス校   | 16   | 17   | 20   | 19   | 18   | 17   |
| インド工科大学デリー校     | 13   | 13   | 13   | 15   | 17   | 18   |
| トムスク大学               | 58   | 47   | 44   | 43   | 26   | 19   |
| ハルビン工業大学           | 23   | 27   | 23   | 18   | 20   | 20   |

### QS学生都市ランキング
QSは2012年、学生に質の高い学生体験を提供する可能性の高い都市を評価する「QS学生都市ランキング」を発表した。これまでに5回のランキングが発表されており、そのうち4回でパリが世界第1位となっている。また、2017年版では学生の意見が指標として導入された。
| 都市                            | 2014                               | 2015                              | 2016 | 2017 | 2018 | 2019 |
| ------------------------------- | ---------------------------------- | --------------------------------- | ---- | ---- | ---- | ---- |
| ロンドン                        | 2                                  | 3                                 | 5    | 3    | 1    | 1    |
| 東京                            | 17                                 | 7                                 | 3    | 7    | 2    | 2    |
| メルボルン                      | 5                                  | 2                                 | 2    | 5    | 3    | 3    |
| ミュンヘン                      | 10                                 | 14                                | 11   | 9    | 6    | 4    |
| ベルリン                        | 11                                 | 16                                | 9    | 6    | 7    | 5    |
| モントリオール                  | 9                                  | 8                                 | 7    | 1    | 4    | 6    |
| パリ                            | 1                                  | 1                                 | 1    | 2    | 5    | 7    |
| チューリッヒ                    | 5                                  | 11                                | 12   | 15   | 8    | 8    |
| シドニー                        | 4                                  | 4                                 | 4    | 13   | 9    | 9    |
| 香港                            | 7                                  | 5                                 | 8    | 11   | 12   | 10   |
| ソウル                          | 14                                 | 10                                | 10   | 4    | 10   | 10   |
| トロント                        | 13                                 | 9                                 | 13   | 11   | 13   | 12   |
| ボストン                        | 8                                  | 6                                 | 13   | 8    | 13   | 13   |
| ウィーン                        | 15                                 | 20                                | 16   | 16   | 11   | 14   |
| エディンバラ                    | 32                                 | 26                                | 33   | 18   | 16   | 15   |
| バンクーバー                    | 21                                 | 12                                | 13   | 10   | 17   | 16   |
| 台北                            | 28                                 | 25                                | 23   | 21   | 20   | 17   |
| 京都・大阪・神戸 （2016年以降） | 50（京都） n/a（大阪） n/a（神戸） | 34（京都） 48（大阪） n/a（神戸） | 21   | 17   | 19   | 18   |
| ニューヨーク                    | 21                                 | 17                                | 20   | 19   | 18   | 19   |
| シンガポール                    | 3                                  | 15                                | 6    | 14   | 15   | 20   |

## イベント
クアクアレリ・シモンズは、年間を通して様々な留学生募集イベントを開催している。一般的に、入学希望者を大学の入試担当者に紹介することを目的としており、一方で入試アドバイスや奨学金制度の利用などを容易にすることも目的としている。2019年には、50カ国100都市で360以上のイベントが開催され、26万5000人の受験生が参加した。「ツアー」に分けて、QSが提供するイベントは、通常、大学やビジネススクールの一連のフェアで構成されている。

### 世界MBAツアー
QS世界MBAツアー（MBAは経営学修士を指す）は、世界50カ国100都市で6万人以上の受験生が参加する世界最大級の国際ビジネススクールのフェアである。

### 世界MBAツアー・プレミアム
QS世界MBAツアー・プレミアムは、MBAの学生募集にも力を入れているが、QS世界大学ランキングによると、上位200位にランクされたビジネススクールのみを招待している。このイベントは、MBAの学位についてより全体的な概要を提供することを目的としており、学習前と学習後のプロセスや洞察に焦点を当てている。

### 世界大学院ツアー
QS世界大学院ツアーでは、大学院、特にFAME（金融・会計・経営・経済）やSTEM（理系）分野の専門的な修士号や博士号に焦点を当てている。

### 世界大学ツアー
QS世界大学ツアーでは、学部生の募集に力を入れており、学士課程のみを募集している。

### コネクトイベント
QSコネクトMBAとQSコネクト修士は、他のイベントとは異なり、オープンフェア形式ではない。その代わりに、受験生は事前に提出された履歴書と学歴をもとに、入試担当者との1対1の面接を受けることになる。

### QSスター
QSはまた、「QSスター」と呼ばれる大学の強みと弱みに関する詳細な情報を提供する監査も提供している。QS世界大学ランキングとは別に行われている。近代的でグローバルな大学の特徴を示す様々な機能を詳細に調査する。大学が受けることができる最低評価は「星」が0、世界をリードする優れた大学は「5つ星」またはのステータスを受けることができる。QSスターの監査では、約50の異なる指標に従って大学を評価している。2018年までに、世界の約20の異なる大学が、可能な限り最大の「5つ星」の評価を受けている。日本では、立命館大学が「4つ星」の評価を受けている。
QSスターの評価は、12のカテゴリーのうち8つのカテゴリーの得点に基づいている。4つのカテゴリーは必須だが、教育機関は残りの4つは、以下の任意のカテゴリーを選択しなければならない。
- 教育
- 雇用適性
- 研究
- 国際化
- 施設・設備
- オンライン/通信教育
- 芸術・文化
- イノベーション
- 包摂性
- 社会的責任
- 科目ランキング
- プログラムの強さ[123]

QSスターはランキングではなく評価制度である。2018年初頭の時点で、約400の機関がスター評価を申請した。2012年では、QSスターに参加するための費用は、初回監査が9,850米ドル、年間ライセンス料が6,850米ドルだった。